# Genevieve M. Knight
Pour les articles homonymes, voir Knight.
Genevieve Madeline Knight, née le 18 juin 1939 à Brunswick en Géorgie et morte le 19 août 2021 à Silver Spring, est une mathématicienne et professeure de mathématiques américaine. 

## Biographie
Genevieve Knight est la benjamine d'une fratrie de trois filles, ses deux sœurs deviennent professeures, l'une de mathématiques et l'autre de sciences. Leur mère est couturière et leur père travaille comme spécialiste de radars. Elle finit ses études secondaires en 1957, dans une école ségréguée, la Risley Senior High School, puis s'inscrit à Fort Valley State College (en), une université historiquement noire et commence des études d'économie familiale avec l'idée de devenir diététicienne. Mais après le lancement du satellite russe Spoutnik la même année, les étudiants américains sont incités à se former préférentiellement en mathématiques et en sciences, et, pour sa part, elle décide de s'inscrire dans un cursus en mathématiques. Elle obtient son diplôme en 1961.    
Elle poursuit ses études à la Clark Atlanta University (en), une université historiquement noire, où elle obtient une maîtrise en 1963, sous la supervision d'Abdulalim A. Shabazz. Elle occupe un poste d'enseignante au Hampton Institute, et bénéficie d'une bourse de la Fondation nationale pour la science, ce qui lui permet de faire des séjours d'études et de rencontrer d'autres professeurs de mathématiques de l'université. Elle reprend ses études en 1966 et obtient un doctorat en enseignement des mathématiques en 1970 au College Park de l'université du Maryland avec une thèse intitulée « The Effect of a Sub-Culturally Appropriate Language upon Achievement in Mathematical Content », supervisée par Henry H. Walbesser,,.  
Genevieve Knight reste au Hampton Institute, où elle devient présidente du département des mathématiques et de l'informatique, jusqu'en 1985, puis elle est nommée professeure titulaire au Coppin State College, où elle enseigne jusqu'à sa retraite académique en 2006,.

## Prix et distinctions
En 1980, le conseil de l'association des professeurs de mathématiques de Virginie désigne Knight comme professeur de collège de l'année. Elle reçoit un prix similaire au Maryland en 1993, tandis que la  Mathematical Association of America lui décerne un prix d'enseignement distingué. En 1996, le système universitaire du Maryland la nomme professeur émérite Wilson H. Elkins de l'année. Le conseil national des enseignants de mathématiques lui décerne le prix 1999 pour l'ensemble des services qu'elle a rendus à l'enseignement des mathématiques, son soutien sans faille à l'équité « indépendamment de l'origine ethnique, du sexe ou du milieu socioéconomique » et pour la qualité de son enseignement . 
Elle est conférencière Cox – Talbot 2013 de la National Association of Mathematicians. En 2018, l'Association for Women in Mathematics la nomme fellow inaugurale.